# سوسن‌ژاپنی
سوسن‌ژاپنی (نام علمی: Japonolirion osense) نام یک گونه از تیره گیاه‌قلمیان است.